# Níkoloz Bassilaixvili
Níkoloz Bassilaixvili (en georgià: ნიკოლოზ ბასილაშვილი, transcrit nikʼɔlɔz bɑsilɑʃvili; Tbilisi, 23 de febrer de 1992) és un tenista professional georgià.
En el seu palmarès hi ha cinc títols individuals del circuit ATP, que li van permetre arribar al 16è lloc del rànquing individual.

## Biografia
Fill de Natàlia i Nodar Bassilaixvili, física i ballarí del Sukhishvili Georgian National Ballet, té un germà anomenat Tengiz. La seva família es va traslladar a Rússia quan ell tenia quinze anys.
Va començar a jugar a tennis amb cinc anys i es va traslladar a Sacramento (Estats Units) per millorar els seus entrenaments fins que va tenir divuit anys, que va tornar al seu país natal. També va entrenar-se a Turquia. El 2011 va anunciar que estava estudiant competir per Rússia però finalment va continuar jugant sota bandera georgiana.
Es va casar amb Neka Bassilaixvili i van tenir un fill anomenat Lukas (2015). El 2020 va ser arrestat per agredir físicament la seva dona, en aquell moment ja s'havien separat, i va ser alliberat sota fiança.

## Palmarès

### Individual: 9 (5−4)
| Llegenda                          |
| --------------------------------- |
| Grand Slams (0−0)                 |
| ATP Finals (0−0)                  |
| ATP World Tour Masters 1000 (0−1) |
| ATP World Tour 500 (3−0)          |
| ATP World Tour 250 (2−3)          |

| Títols per superfície |
| --------------------- |
| Dura (2−3)            |
| Gespa (0−0)           |
| Terra batuda (3−1)    |

| Resultat  | Núm. | Data                 | Torneig                    | Superfície   | Oponent               | Marcador      |
| --------- | ---- | -------------------- | -------------------------- | ------------ | --------------------- | ------------- |
| Finalista | 1.   | 24 de juliol de 2016 | Kitzbühel, Àustria         | Terra batuda | Paolo Lorenzi         | 3−6, 4−6      |
| Finalista | 2.   | 19 de febrer de 2017 | Memphis, Estats Units      | Dura (i)     | Ryan Harrison         | 1−6, 4−6      |
| Guanyador | 1.   | 29 de juliol de 2018 | Hamburg, Alemanya          | Terra batuda | Leonardo Mayer        | 6−4, 0−6, 7−5 |
| Guanyador | 2.   | 7 d'octubre de 2018  | Pequín, Xina               | Dura         | Juan Martín del Potro | 6−4, 6−4      |
| Guanyador | 3.   | 28 de juliol de 2019 | Hamburg (2)                | Terra batuda | Andrei Rubliov        | 7−5, 4−6, 6−3 |
| Guanyador | 4.   | 14 de març de 2021   | Doha, Qatar                | Dura         | Roberto Bautista Agut | 7−6(5), 6−2   |
| Guanyador | 5.   | 2 de maig de 2021    | Múnic, Alemanya            | Terra batuda | Jan-Lennard Struff    | 6−4, 7−6(5)   |
| Finalista | 3.   | 17 d'octubre de 2021 | Indian Wells, Estats Units | Dura         | Cameron Norrie        | 6−3, 4−6, 1−6 |
| Finalista | 4.   | 19 de febrer de 2022 | Doha                       | Dura         | Roberto Bautista Agut | 3−6, 4−6      |

## Trajectòria

### Individual
| Open d'Austràlia | A   | Q1  | 1R   | 1R          | 3R          | 3R          | 2R          | 1R    | 1R | 1R | 0 / 8     | 5 – 8     |
| Roland Garros | A   | 1R  | 1R   | 3R          | 1R          | 1R          | 1R          | 2R    | 2R |    | 0 / 8     | 4 – 8     |
| Wimbledon | Q1  | 3R  | Q2   | 2R          | 1R          | 2R          | NC          | 1R    | 3R |    | 0 / 6     | 6 – 6     |
| US Open | Q2  | 1R  | Q1   | 1R          | 4R          | 3R          | 1R          | 3R    | 1R |    | 0 / 7     | 7 – 7     |
| Jocs Olímpics | NC  | NC  | 1R   | No celebrat | No celebrat | No celebrat | No celebrat | 3R    | NC | NC | 0 / 2     | 2 – 2     |
| Total Victòries–Derrotes                                                                                                   | 0−1 | 4−8 | 8−10 | 25−27       | 29−28       | 28−24       | 4−13        | 33−27 |    |    | 143 – 160 | 143 – 160 |
| Rànquing a final d'any | 178 | 113 | 94   | 59          | 21          | 26          | 40          | 22    |    |    |           |           |
| Llegenda: G: Guanyador; F: Finalista; SF: Semifinalista; QF: Quarts de final; Q: Qualificació; A: Absent; RR: Round Robin; |     |     |      |             |             |             |             |       |    |    |           |           |

### Dobles masculins
| Open d'Austràlia | A   | A    | A   | 1R  | A    | A   | 1R   | 1R   | 0 / 3   | 0 – 3   |
| Roland Garros | A   | A    | 1R  | 2R  | A    | 1R  | 1R   | 1R   | 0 / 5   | 1 – 5   |
| Wimbledon | A   | A    | 1R  | A   | A    | NC  | 1R   | 3R   | 0 / 3   | 2 – 3   |
| US Open | A   | A    | 1R  | A   | A    | A   | A    | 1R   | 0 / 2   | 0 – 2   |
| Total Victòries–Derrotes                                                                                                   | 0−1 | 0−2  | 0−8 | 6−9 | 4−10 | 0−2 | 1−10 | 3−11 | 14 – 53 | 14 – 53 |
| Rànquing a final d'any | 592 | 1210 | –   | 179 | 190  | 251 | 355  | 828  |         |         |
| Llegenda: G: Guanyador; F: Finalista; SF: Semifinalista; QF: Quarts de final; Q: Qualificació; A: Absent; RR: Round Robin; |     |      |     |     |      |     |      |      |         |         |